# Cyperus plukenetii
Cyperus plukenetii là loài thực vật có hoa trong họ Cói. Loài này được Fernald mô tả khoa học đầu tiên năm 1945.